# Fundació García Cugat
La Fundació García Cugat és una organització de recerca biomèdica que es dedica a la medicina regenerativa. Va ser fundada el 2007 per Ramón Cugat i Montserrat García, especialistes en Medicina de l’Esport, Traumatologia i Ortopèdia Humana, que encara la lideren. Amb seu a Barcelona, l'organització atén esportistes d’elit amb lesions greus en cartílags i porta el nom del cirurgià ortopèdic José García Cugat, fundador de l'Associació Espanyola d'Artroscòpia.
Principalment, la fundació realitza recerca en cèl·lules mare i altres cèl·lules amb l’objectiu de permetre que el cos humà pugui curar-se a si mateix. A més, organitza periòdicament el Congrés de Medicina Regenerativa i col·labora amb el Departament de Medicina i Cirurgia Animal de la Facultat de Veterinària de la Universitat de Còrdova, per tal de provar els avenços en animals i poder incorporar-los després en humans. Des del 2009, coordina les Jornades Internacionals d'Investigació Biomèdica, a les quals assisteixen metges, investigadors i veterinaris d'arreu del món. S'hi duen a terme conferències i tallers sobre l'àmbit biomèdic. L'any 2010, la fundació va iniciar una línia de teràpies amb cèl·lules mare en tractaments de lesions de lligament encreuat anterior i de cartílag i de manera específica en artrosi. El 2013, va crear una Càtedra de Medicina i Cirurgia Regenerativa a la Universitat CEU Cardenal Herrera de València.